# Symplocarpus egorovii
Symplocarpus egorovii är en kallaväxtart som beskrevs av N.S. Pavlova och V.A.Nechaev. Symplocarpus egorovii ingår i släktet Symplocarpus och familjen kallaväxter. Inga underarter finns listade.